# 屯垦镇
屯垦镇，是中华人民共和国河北省张家口康保县下辖的一个乡镇级行政单位。

## 行政区划
屯垦镇下辖以下地区：
屯垦村、西井子村、南井子村、九棚村、十棚村、阿公村、帐房梁村、后淖村、新村、三棚村、五棚村、东井子村、大东滩村、王生贵村、卧虎石村、达布沟村、范家营村、小六棚村、史家营村、大二棚村、大四棚村、阿不盖庙村、八棚村和何家营村。